# Pont de Mitrovica
Le pont de Mitrovica est un pont situé sur l'Ibar au Kosovo.

## Localisation
Le pont de Mitrovica est un pont situé sur l'Ibar au Kosovo dans la ville de Mitrovica,,,,.

## Histoire
En août 1999, dans un contexte de tensions et d'affrontement entre Albanais et Serbes, les soldats de la KFOR bloquent le pont sur l’Ibar. Une frontière est fixée, la KFOR militarise la rivière et organise un contrôle systématique des passages sur le pont principal. Le pont est également gardé par des carabiniers italiens,.

## Symbole de la division entre Serbes et Albanais

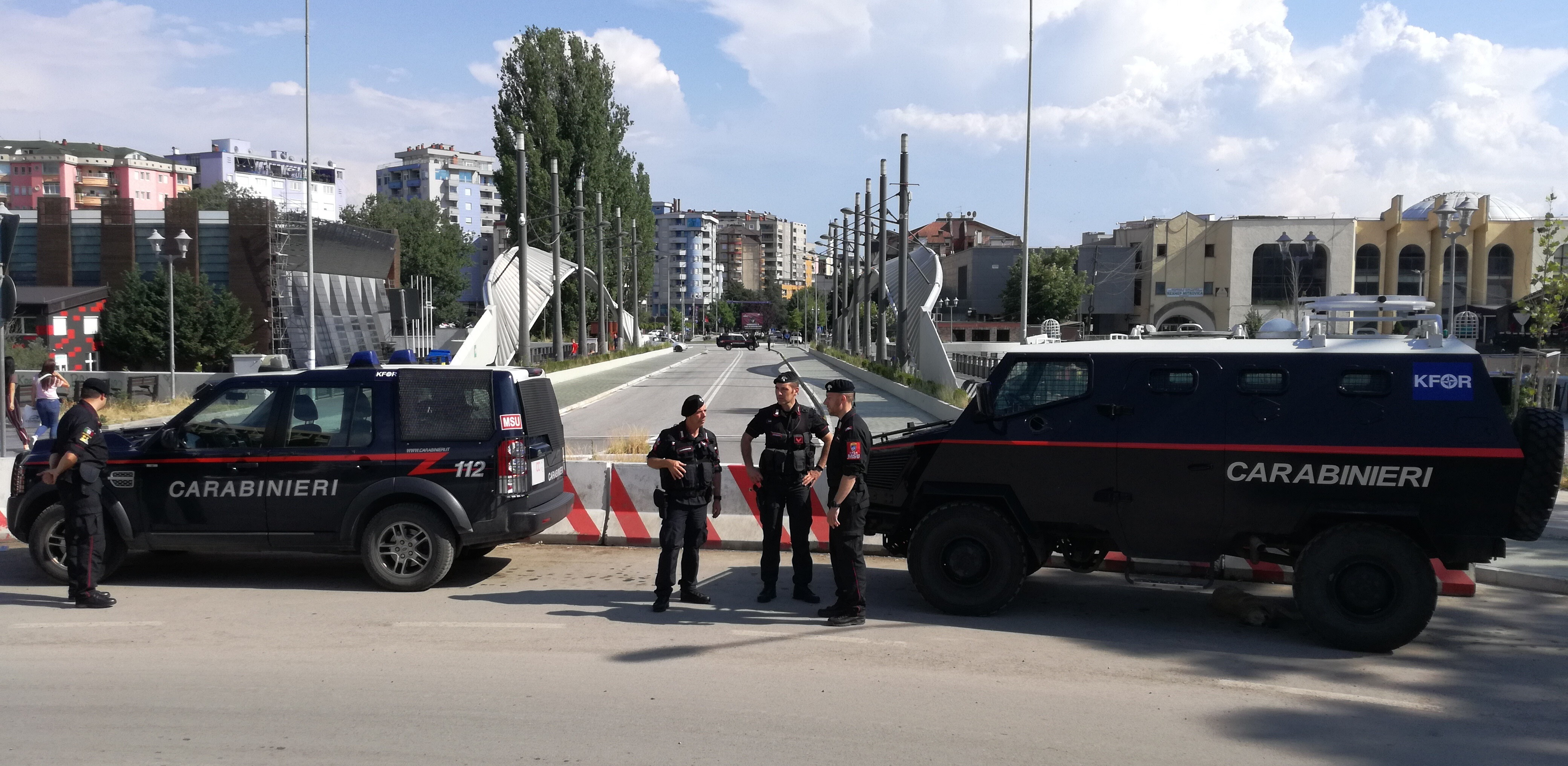
Des Carabiniers de la KFOR-MSU devant le pont en 2019.

Le pont de Mitrovica relie les deux parties de la ville de Mitrovica, divisée entre Serbes, majoritaires dans la partie nord, et Albanais, majoritaires dans la partie sud,,,,.
Le pont est fermé à la circulation automobile. Il existe des volontés d'ouvrir le pont à la circulation,, mais les tensions retardent ce processus et de nombreux Serbes s'y opposent. 